# Подоляк, Валерий Иванович
Вале́рий Ива́нович Подоля́к (род. 8 ноября 1965) — советский и российский футболист, полузащитник.

## Биография
Воспитанник курской ДЮСШ № 3 и любительской команды «Счётмаш». С 1982 по 1989 год играл в составе курского «Авангарда», провёл 126 матчей, забил 7 голов. В 1989 году перешёл в «Кубань», где тогда играл его брат Александр, однако провёл только одну игру.
Сезон 1990 года провёл в ивановском «Текстильщике», в 31 встрече забил 4 мяча. Затем до конца карьеры выступал за родной «Авангард», где с 1992 по 1997 год провёл 143 матча и забил 10 мячей, а с 2000 по 2001 год 57 встреч, в которых забил 1 гол, в первенстве и ещё 1 матч в Кубке России.
После завершения профессиональной карьеры продолжил заниматься футболом на любительском уровне, играл за команду ветеранов «Счётмаш — Единая Россия».

## Личная жизнь
Есть трое братьев — близнецы Александр с Олегом и Юрий, которые тоже были футболистами, вместе играли за «Авангард». Кроме того, племянник Иван также футболист курской команды.